# Koepoortje

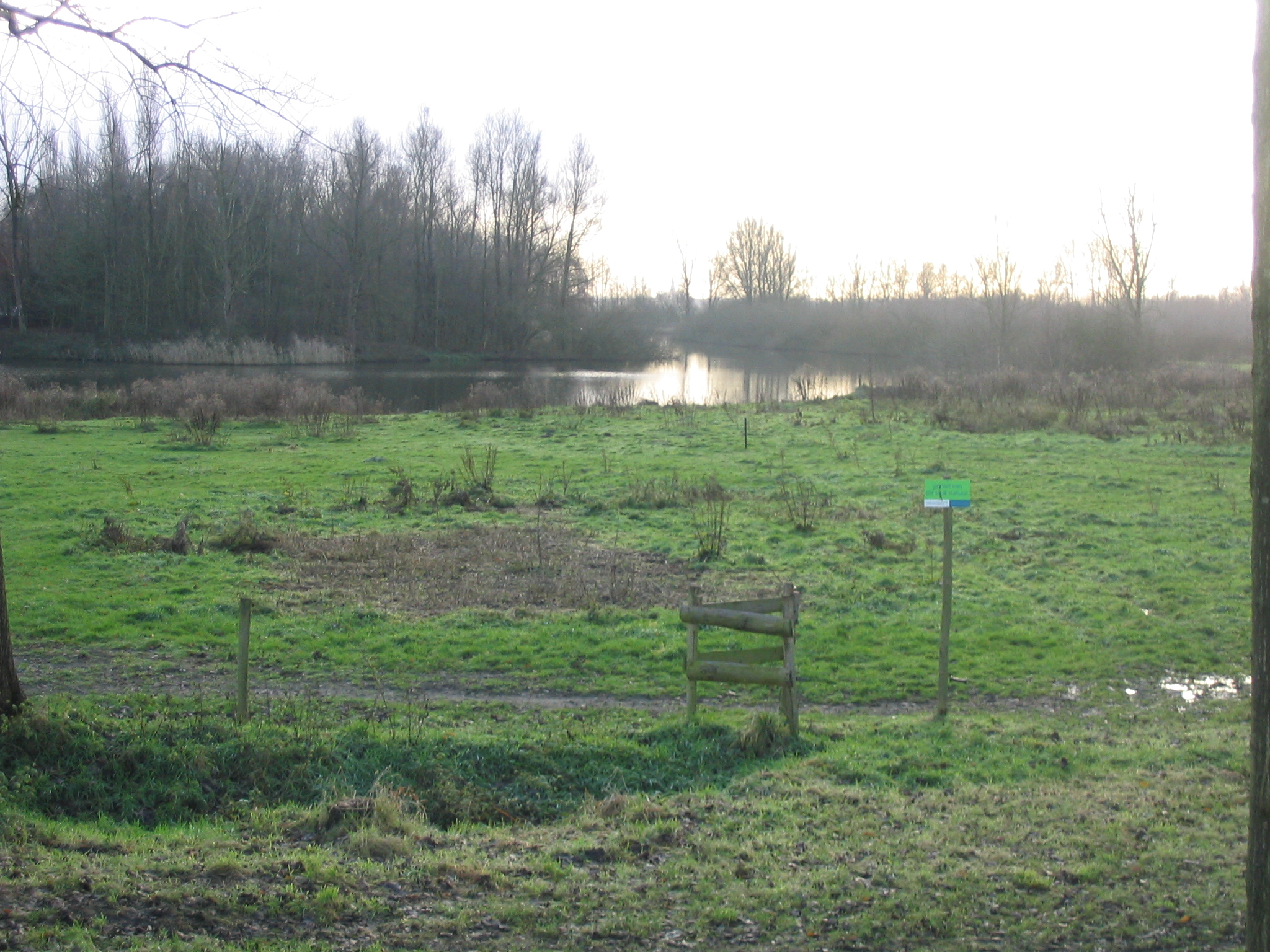
Voorbeeld gebruik van een koepoortje,
hier aan het Sint-Jakobsgat

Een koepoortje is een eenvoudige, vaak V-vormige houten constructie, ook wel veken genoemd, in een afrastering waarlangs wandelaars ongehinderd een (natuur)gebied kunnen betreden, terwijl de dieren, bijvoorbeeld koeien of paarden, er niet doorheen kunnen. De wandelaars hebben geen last van de schrikdraad of de prikkeldraad.
Een koepoortje wordt vaak gebruikt door natuurverenigingen om een natuurgebied met grote grazers toegankelijk te houden voor wandelaars, maar af te sluiten voor de dieren.
Wanneer ook voertuigen in het gebied moeten kunnen, gebruikt men naast elkaar een veerooster en een koepoortje.